# Isabelle Gaul
Isabelle Gaul est une écrivaine québécoise, née à Montréal en 1970. Elle publie son premier roman pour la jeunesse en 2011. Isabelle Gaul étudie le droit, pratique brièvement le métier d’avocate puis choisit d’entreprendre des études en communications qui l’amènent à travailler comme relationniste de 2000 à 2008 au Cirque du Soleil,. Elle habite Longueuil, sur la Rive-Sud de Montréal.

## Le yoga, c'est pas zen
Isabelle Gaul remporte le prix Cécile-Gagnon de l’AEQJ, attribué en 2012 au premier roman jeunesse d’Isabelle Gaul, Le yoga, c’est pas zen. Cette distinction « porte le nom d'une des pionnières de notre littérature jeunesse et récompense un gagnant parmi les auteurs d'une première œuvre de fiction pour la jeunesse », signale Josée Lapointe dans La Presse,.

## L'Échange
Avec L’Échange, son deuxième ouvrage, Isabelle Gaul remporte  le Prix du jury 2013, Littérature pour la jeunesse, Grand prix littéraire de la Montérégie. L’auteure y aborde les thème de la vie familiale, de la dépression et de l’anorexie.

## Poudre aux yeux
À propos de Poudre aux yeux, paru en octobre 2013, la journaliste de La Presse Marie Fradette écrit :

« Sous des allures de chick lit, (la page couverture faite de couleurs pastel rappelle le genre et n'est à cet effet pas du tout attirante), ce roman se fait en réalité un contre-modèle de cette littérature de poulette. (…) Bien ficelé, jamais moralisateur, juste bien dosé, le récit se lit d'un trait. »

Dans son recensement de Poudre aux yeux, publié dans le Courrier du Sud, la journaliste Marie-Philippe Gagnon-Hamelin ajoute de son côté que « Isabelle Gaul n’avait pas prévu s’adresser à un public jeunesse, mais comme ses romans mettent en vedette des adolescents, c’est naturellement vers eux que s’est tournée sa maison d’édition, avec, notamment, une couverture très colorée ».

## Rocheux anniversaire, Léopold
Le livre Rocheux anniversaire, Léopold, écrit par Isabelle Gaul et illustré par Émilie Ruiz, a été mis en lice, en 2015, pour le prix du Peuplier. Le Prix Peuplier est un programme de lecture qui invite les jeunes à participer à des lectures à haute voix d'albums écrits par des auteurs canadiens.  Les jeunes sont ensuite invités à voter pour leur livre préféré.

## Œuvre
- Le yoga, c'est pas zen, Éditions Pierre Tisseyre, 2011, 154 p. (ISBN 978-2-89633-195-6).
- L'Échange, Saint-Laurent (Québec), Éditions Pierre Tisseyre, 2012, 154 p. (ISBN 978-2-89633-208-3).
- Poudre aux yeux, l'amour c'est pas zen, Éditions Pierre Tisseyre, 2013, 136 p. (ISBN 978-2-89633-252-6).
- Rocheux anniversaire, Léopold, Éditions de la Smala, 2013 (ISBN 978-2-924019-08-5).
- Le casier secret, Montréal, les Z'ailées, 2015, 156 p. (ISBN 978-2-923910-88-8).